# Max Aarons
Maximillian James Aarons (sinh ngày 4 tháng 1 năm 2000) là một cầu thủ bóng đá chuyên nghiệp người Anh đang chơi cho câu lạc bộ Norwich City. Vị trí sở trường của anh là hậu vệ cánh phải, ngoài ra anh cũng có thể chơi được ở vị trí hậu vệ cánh trái.

## Sự nghiệp
Aarons bắt đầu sự nghiệp tại Luton Town, sau đó chuyển tới học viện Norwich City vào năm 2016. Anh ký hợp đồng chuyên nghiệp 3 năm với the Canaries vào tháng 6 năm 2018, trước khi có trận ra mắt tại EFL Cup với Stevenage ngày 14 tháng 8. Bàn thắng chuyên nghiệp đầu tiên của Aarons cũng được ghi tại EFL Cup, khi anh ấn định chiến thắng 3–1 trước Cardiff City hai tuần sau đó. Aarons có trận đấu đầu tiên tại Championship vào ngày 2 tháng 9, khi ra sân từ đầu trong trận hoà 1–1 với câu lạc bộ Ipswich Town. Ngày 10 tháng 10, anh gia hạn hợp đồng với câu lạc bộ cho đến tháng 6 năm 2023.
Vào tháng 3 năm 2019, Aarons được chọn vào đội hình tiêu biểu của Championship mùa 2018–19, và giành giải Cầu thủ trẻ xuất sắc nhất mùa của EFL. Anh cùng Norwich thăng hạng Premier League sau khi giành chiến thắng 2–1 trước Blackburn Rovers.

## Cuộc sống cá nhân
Aarons là người gốc Jamaica. Anh là em họ của cầu thủ Rolando Aarons của Newcastle United.

## Thống kê sự nghiệp
Tính đến 11 tháng 7 năm 2020
| Câu lạc bộ     | Mùa giải       | Giải VĐQG      | Giải VĐQG | Giải VĐQG | FA Cup | FA Cup | League Cup | League Cup | Khác | Khác | Tổng cộng | Tổng cộng |
| Câu lạc bộ     | Mùa giải       | Hạng           | Trận      | Bàn       | Trận   | Bàn    | Trận       | Bàn        | Trận | Bàn  | Trận      | Bàn       |
| -------------- | -------------- | -------------- | --------- | --------- | ------ | ------ | ---------- | ---------- | ---- | ---- | --------- | --------- |
| Norwich City   | 2018–19        | Championship   | 41        | 2         | 0      | 0      | 2          | 1          | —    | —    | 43        | 3         |
| Norwich City   | 2019–20        | Premier League | 33        | 0         | 2      | 0      | 1          | 0          | —    | —    | 36        | 0         |
| Tổng sự nghiệp | Tổng sự nghiệp | Tổng sự nghiệp | 74        | 2         | 2      | 0      | 3          | 1          | —    | —    | 79        | 3         |

## Danh hiệu
Norwich City
- EFL Championship: 2018–19[14]

Cá nhân
- EFL Cầu thủ trẻ xuất sắc nhất năm: 2018–19[15]
- EFL Đội hình tiêu biểu: 2018–19[16]
- PFA Team of the Year: 2018–19 Championship[17]